# Falcade
Falcade (Falciade en ladin, allemand: Pfalden) est une commune italienne de la province de Belluno dans la région Vénétie en Italie.

## Administration
| Période                                  | Période | Identité | Étiquette | Qualité |
| ---------------------------------------- | ------- | -------- | --------- | ------- |
|                                          |         |          |           |         |
| Les données manquantes sont à compléter. |         |          |           |         |

### Hameaux
Sappade, Caviola, Valt, Coste, Somor, Le fratte, Marmolada, Tabiadon di Canes, Tabiadon di Val

### Communes limitrophes
Canale d'Agordo, Moena, Rocca Pietore, Soraga, Tonadico

## Personnalités liées à la commune
- Émile Da Rif (1914-1943), résistant italo-français, Compagnon de la Libération
- Roberto Genuin (né en 1961), ministre général des capucins